# Jamea Jackson
Jamea Jackson (ur. 7 września 1986 w Atlancie) – amerykańska tenisistka o statusie profesjonalnym.
Wychowanka Szkoły Tenisowej Nicka Bollettieriego w Bradenton na Florydzie (gdzie nadal zamieszkuje), zadebiutowała w imprezie zawodowej w 2003 w turnieju w Miami, przegrywając już w pierwszej rundzie. Zagrała dziewięć imprez juniorskich, wygrywając tytuł w turnieju w Dallas. Rok później, w Miami, doszła już do II rundy, podobnie w angielskim Birmingham. Zadebiutowała w wielkoszlemowej imprezie zawodowej – US Open 2004. Wygrała drugi singlowy tytuł w turnieju rangi ITF w Tucson.
W 2005 weszła do czołowej setki rankingu WTA. Zaliczyła ćwierćfinał w turnieju w Memphis, ale też siedmiokrotnie odpadła w I rundzie, lub nie przeszła eliminacji kwalifikacyjnych.
W II rundzie Australian Open 2006 przegrała z Anastasiją Myskiną. Miała okazję zostać pierwszą w historii zawodniczką, która grała mecz z komputerowym systemem czujnikowym "Calling Line" na turnieju w Miami.
Niespodziewanie doszła do finału w Birmingham, eliminując Jelenę Janković i faworytkę turnieju, Mariję Szarapową. W decydującym starciu przegrała z Wierą Zwonariewą. Osiągnęła ćwierćfinał w turnieju w Tokio. Podczas turnieju w Québec doznała poważnej kontuzji pachwiny, z powodu której nie zagrała w turniejach WTA Tour aż do maja 2007.
Jej tenisowymi idolami są siostry Williams i Pete Sampras. Jej największym w karierze zwycięstwem jest pokonanie Marii Szarapowej na turnieju trawiastym w Birmingham w 2006.

## Wygrane turnieje rangi ITF
| turnieje z pulą nagród 100 000 $ |
| turnieje z pulą nagród 75 000 $  |
| turnieje z pulą nagród 50 000 $  |
| turnieje z pulą nagród 25 000 $  |
| turnieje z pulą nagród 15 000 $  |
| turnieje z pulą nagród 10 000 $  |

### Gra pojedyncza
|    | Data       | Turniej | ($)    | Naw.   | Finalistka       | Wynik       |
| 1. | 22/06/2003 | Dallas  | 10 000 | twarda | Angela Haynes    | 7:6(5), 6:3 |
| 2. | 21/11/2004 | Tucson  | 50 000 | twarda | Stéphanie Dubois | 7:6(5), 7:5 |